# Parque Sarmiento (Córdoba)

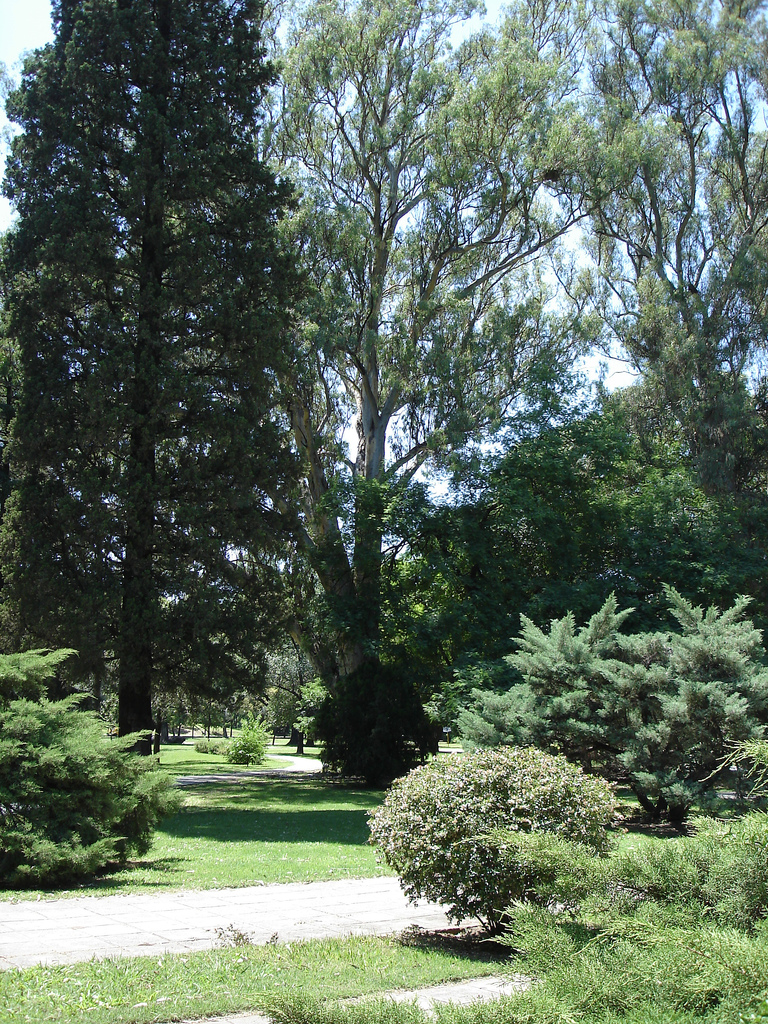
Este parque tiene amplias zonas donde hacer deporte o acampar.

El Parque Sarmiento es un espacio verde parquizado, siendo el más grande de la ciudad de Córdoba. Está ubicado en el centro geográfico de la ciudad a pocas cuadras del microcentro, en una de las zonas de mayor densidad demográfica. Lleva el nombre en honor a Domingo Faustino Sarmiento, expresidente de la República Argentina.

## Características
El Parque cuenta con paseos peatonales, parque de diversiones, parque de la biodiversidad (ex zoológico), miradores, pista de patinaje, lago artificial con embarcaciones, un teatro al aire libre y juegos para niños.
El Parque Sarmiento cordobés limita al sur con la Ciudad de las Artes y al sureste con el Campo de Deportes de la UNC, mientras que en el extremo oriental se ubica una plaza anexa al parque en la cual se ubica la estatua ecuestre que homenajea al prócer General Manuel Belgrano. Por el suroeste el parque limita con el predio de 7 hectáreas que ocupaba la Casa de las Tejas y sus jardines (la Casa de las Tejas hasta el 2010 fue la sede del Poder Ejecutivo de la Provincia de Córdoba) actualmente llamado Parque de las Tejas. Al norte limita con el conjunto de edificios de la Dirección Nacional de Vialidad.

## Historia
Los antecedentes del parque Sarmiento se deben a que en 1871 fue la sede de la I Exposición Industrial Nacional auspiciada por el presidente argentino Domingo Faustino Sarmiento en predios que luego corresponderían a este parque, luego de concluida esta exposición se mantuvo el Pabellón de las Industrias (monumento rico en tallas de ebanistería) hasta que este fuera destruido por un incendio intencional, en 1965. Para ese entonces el edificio ya que había sido reciclado como archivo legal
El desarrollo de un suburbio (Nueva Córdoba) al sur de la creciente población de la ciudad  Córdoba de finales del siglo XIX creó la necesidad de un amplio espacio verde para la zona.

En 1889 el jefe de los proyectistas, Miguel Crisol , encargó al urbanista  francés -luego nacionalizado argentino- Carlos Thays  la tarea de diseñar el parque. Thays previó el nuevo parque en una meseta que en esos tiempos tenía vista al arroyo de La Cañada al oeste y el campus de  la Universidad Nacional de Córdoba al sur. Este fue el primero de decenas de ambiciosos proyectos de diseño urbano que Thays llevó a cabo en la Argentina hasta su fallecimiento en 1934.
Las obras comenzaron en 1890 con el parquizado de 17 hectáreas de terreno y en su inauguración como parque en 1911 fue bautizado en honor del expresidente Domingo Faustino Sarmiento, quien fuera el promotor del sistema educativo nacional.
El Parque Sarmiento es un pulmón verde enclavado a pocas cuadras del centro de la ciudad. El parque fue planeado a finales del siglo XIX por el arquitecto Carlos Thays, siguiendo una perspectiva bellepoquiana, y finalizado en 1911. Hasta mediados de los 1960s le exornaba una joya arquitectónica: el gran Pabellón de las Industrias, gran edificio casi íntegramente construido, a mediados de los 1870s, con elaborada ebanistería y elementos férreos de la arquitectura industrial estilo Art Nouveau para la Primera Exposición Industrial Argentina. Luego, hacia el noroeste del parque está el "Anfiteatro Griego", que actualmente está en proceso de refacción y ya se encuentra en funcionamiento parcial. El parque y su rosedal se convirtió rápidamente en el entorno preferido para muchos en la alta sociedad de Córdoba y, en 1912, el Dr. Martín Ferreyra compró los terrenos adyacentes para su mansión (hoy sede del Museo Superior de Bellas Artes Evita), terminada en 1916.
Una iniciativa del inmigrante argentinoalemán José Scherer llevó a la creación del zoológico en el parque en 1915. Ese mismo año se inauguró el Crisol Club en una de las islas del lago. También en esa época abrió el bello edificio neoclásico del Museo Provincial de Bellas Artes (más tarde renombrado Emilio Caraffa en homenaje al pintor argentino) y, en 1918, la ciudad abrió un natatorio y un anfiteatro. Tras años de incuria, el zoológico fue reabierto en 2006. Tras una extensa renovación, el Palacio Ferreyra fue adaptado para la creación del Museo de Bellas Artes Evita en 2007 y se amplió el museo de Bellas Artes Emilio Caraffa con una nueva ala. También en el 2007 la ciudad acogió con satisfacción el nuevo Museo de Ciencias Naturales en el parque. En el 2008 el intendente de la ciudad, Daniel Giacomino dio por reinaugurado el natatorio.
En el año 2017, fue nombrado Monumento Histórico Nacional por la Comisión Nacional de Monumentos, Lugares y Bienes Históricos, en reconocimiento a su valor histórico, paisajístico y artístico.

## Descripción

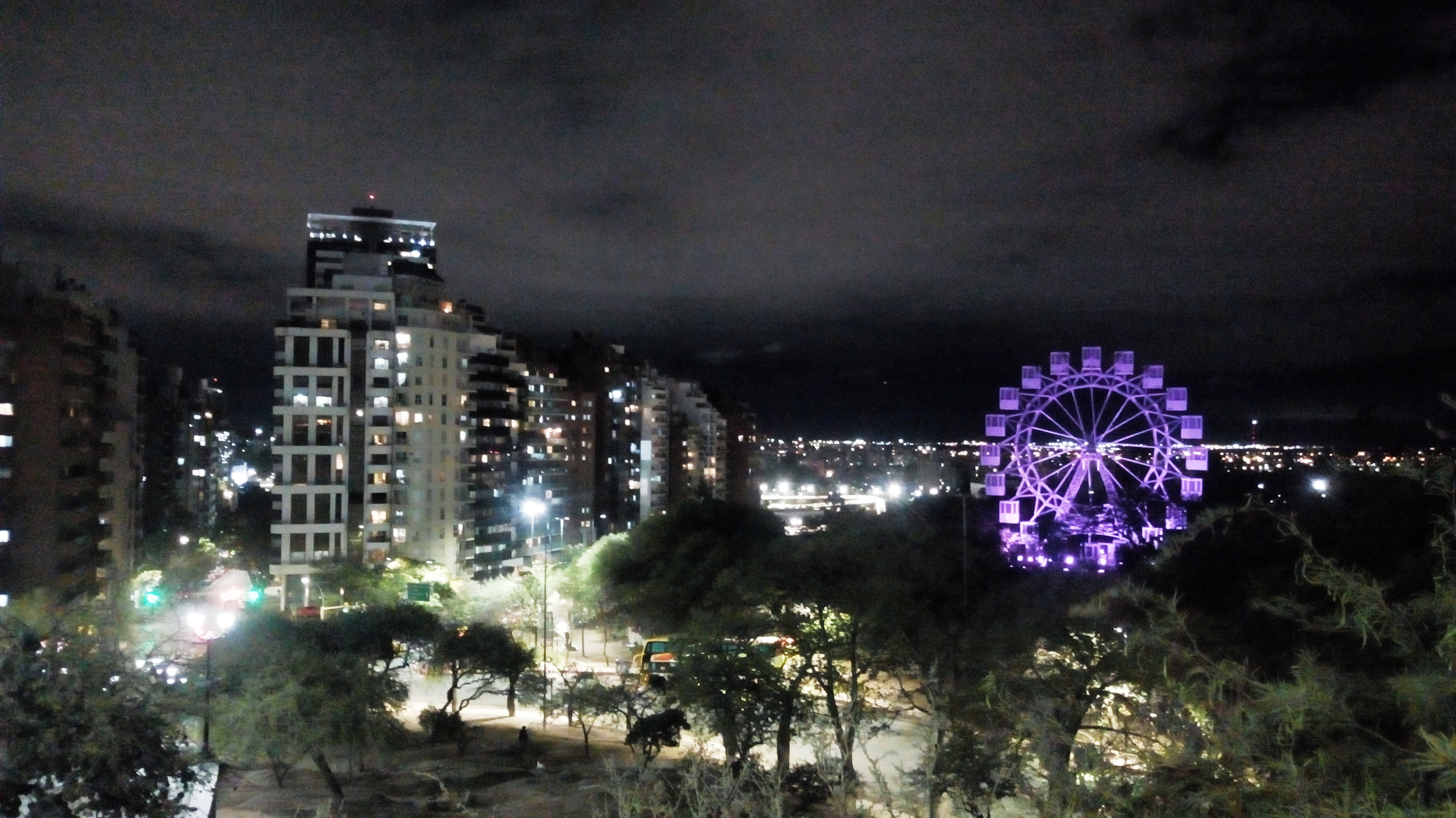
Panorama nocturno desde el parque. De fondo, la Rueda Eiffel.

El Mirador Panorámico El Dante, ubicado en el Parque Sarmiento, ofrece una vista espectacular hacia el este de la ciudad. Está situado frente al Monumento a Dante Alighieri, que homenajea a su obra "La Divina Comedia". Muy cerca se encuentra una pérgola del siglo XIX, otro mirador destacado que permite disfrutar de la naturaleza circundante.
El monumento a Dante Alighieri en homenaje al poeta florentino se levantó el 20 de abril de 1930  en el extremo poniente de la avenida Deodoro Roca. Fue creada en mármol por Francisco Petroni y la comunidad italiana ofrendó tan notable escultura, que incluye una estrofa del autor de la "Divina Comedia". Como gesto de reciprocidad, el entonces gobernador Antonio Ceballos anunció que la "Avenida de los Carolinos", situada en el extremo final del parque, cambiaría su denominación por la de "Avenida del Dante". A la ceremonia asistieron, además de las autoridades del gobierno local, el Conde di Custoza, embajador de Italia.
El diplomático realizó un recorrido por la provincia de Córdoba, incluyendo un paseo en coche por el Valle de Punilla con un almuerzo en el Hotel Edén de La Falda. El organizador fue Dante Procaccini, presidente de la comisión Pro Monumento de la ciudad quien, en su discurso formal, hizo alusión a "los lazos de sangre y de solidaridad, el trabajo constante y ferviente, las tradiciones y las creaciones intelectuales; la hospitalidad extensa y generosa de esta tierra ha inspirado en nosotros, italianos aquí radicados, en el IV centenario de la muerte del Poeta, esta manifestación de arte e intelecto… ¡Dante! Su nombre llena el mundo y lo hará siempre".
Sin duda, como la ciudad de Córdoba acogió gran parte de la corriente inmigrante italiana, no podía pasar por alto a Dante Alighieri, poeta, teólogo, historiador, geógrafo, físico y astrónomo, cuya presencia constante marca los límites del gran espacio verde de la ciudad de Córdoba.
El Paseo del Coniferal, inaugurado en 1930, es otro punto de interés con un mirador accesible por una larga escalinata. Desde allí se pueden apreciar tanto los árboles coníferas que le dan nombre al paseo como la emblemática Rueda Eiffel, una de las estructuras más fotografiadas de Córdoba.

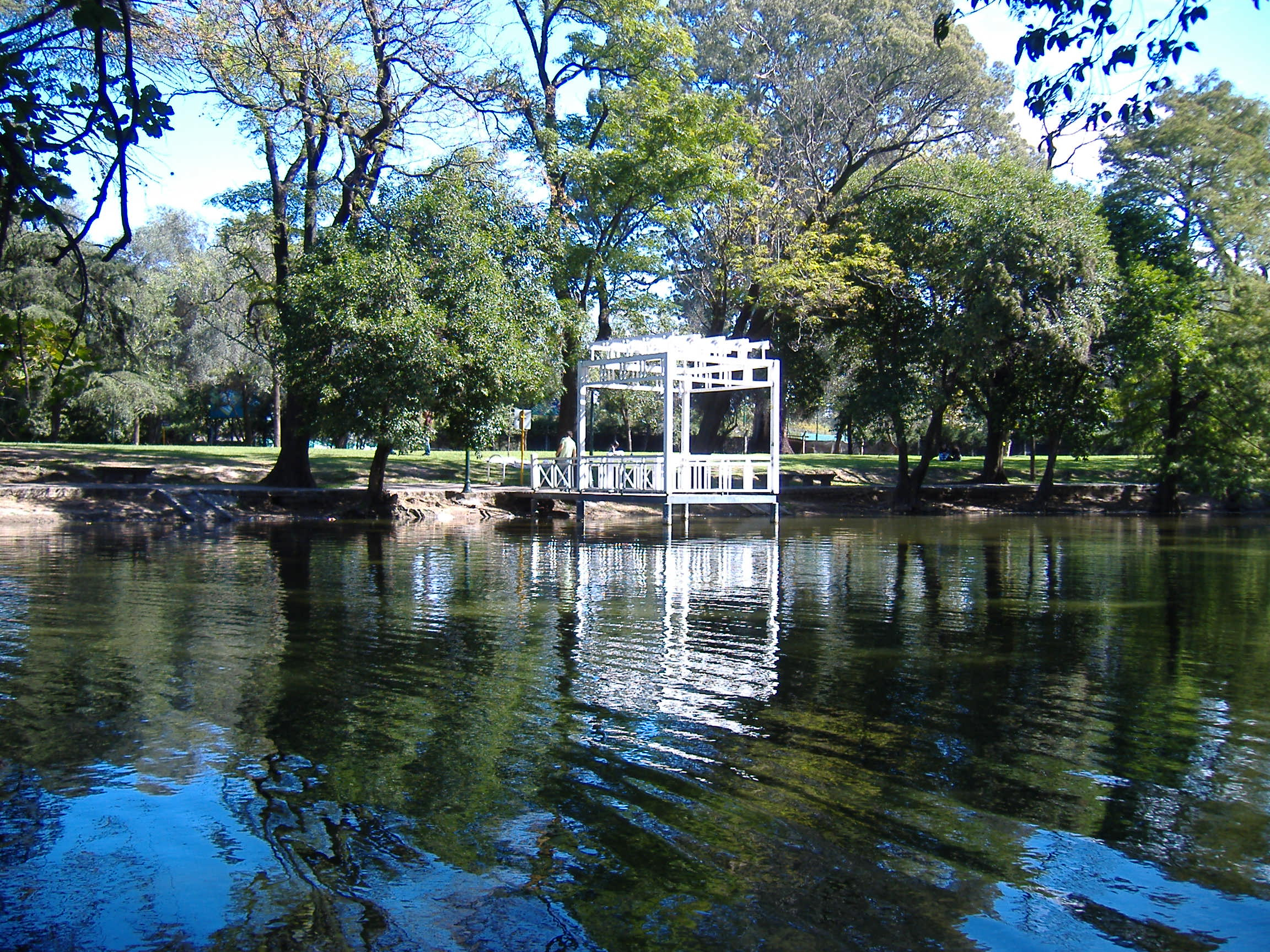
En el Parque Sarmiento hay una laguna artificial con muelles y puentes a las islas.

Dentro del Parque Sarmiento se encuentra un lago artificial rodeado de áreas verdes y de pícnic. El lago cuenta con dos islas, la Isla Crisol y la Isla Encantada, accesibles a través de puentes peatonales. Además, ofrece senderos para caminantes y corredores, así como un servicio de alquiler de embarcaciones a pedal o remo.
El Teatro Griego, inaugurado en 1932, es un espacio al aire libre ubicado en el mismo parque. Diseñado con gradas semicirculares y columnas de estilo griego, el teatro tiene una capacidad de casi 2.000 espectadores y se utiliza principalmente para festivales y eventos organizados por la Municipalidad.
El antiguo Zoológico de Córdoba, que funcionó entre 1915 y 2019, fue reconvertido en el Parque de la Biodiversidad, un centro de rescate de fauna silvestre. Este parque se dedica a la rehabilitación de animales afectados por el tráfico ilegal o el mascotismo.
El Superpark, fundado en 1968, es el único parque de diversiones permanente de la ciudad, y ofrece una variedad de atracciones clásicas como el Twister, autos chocadores y el Gusano Loco, convirtiéndolo en un lugar ideal para el disfrute de toda la familia.
El Paseo del Bicentenario, inaugurado en 2010 para conmemorar los 200 años de la independencia argentina, se encuentra en un sector del Parque Sarmiento, frente a la Plaza España. Con un diseño artístico moderno, incluye 201 aros de cemento pintados en colores vivos, cada uno representando un año de la historia argentina desde 1810 hasta 2010, con inscripciones de hitos históricos importantes. El aro 201 simboliza el futuro. Los visitantes suelen disfrutar buscando el año de su nacimiento para descubrir los acontecimientos que lo marcaron.
Otro de los grandes atractivos es el Faro del Bicentenario, ubicado junto al Centro Cultural Córdoba. Con 80 metros de altura, es uno de los faros estructurales más altos del mundo y un nuevo ícono de la ciudad, comparable con el Obelisco de Buenos Aires o el Monumento a la Bandera en Rosario.
El Centro Cultural Córdoba, inaugurado en 2014, es un moderno edificio distinguido internacionalmente por su arquitectura. En su interior alberga el Archivo Histórico de la Provincia, una sala de exposiciones, una biblioteca, un auditorio y patios internos. Forma parte de un circuito cultural que también incluye el Museo Provincial de Bellas Artes Emilio Caraffa y el Museo de Ciencias Naturales Arturo Illia.